# Hardheidszone
Een hardheidszone is in de plantkunde een gebied waarin de gemiddelde jaarlijkse minimumtemperatuur boven een bepaalde waarde blijft. Het is een maat die aangeeft of plantensoorten in een gebied de winter kunnen overleven.
De meest voorkomende indelingen in hardheidszones zijn die van de USDA (United States Department of Agriculture) en die van de RHS (Royal Horticultural Society).
Als een plantensoort geschikt is voor een bepaalde hardheidszone, wil dat niet zeggen dat die plant daar kan overleven. Dat is afhankelijk van veel meer factoren, waaronder de bodemgesteldheid, de hoeveelheid neerslag en het aantal zonuren.

Nederland en België vallen binnen de zones 7 tot en met 9 van de USDA-schaal. Planten die geschikt zijn voor de zones 8 en hoger, hebben op zijn minst een warme standplaats nodig en wellicht ook een winterdek.

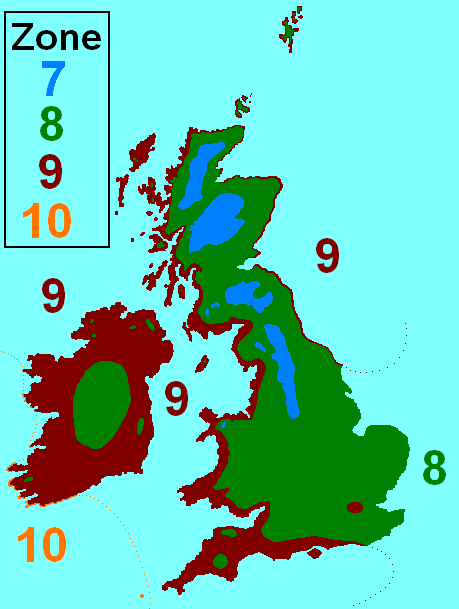
USDA hardheidszones van Groot-Brittannië en Ierland

| USDA Hardheidszones in °C | USDA Hardheidszones in °C | USDA Hardheidszones in °C | USDA Hardheidszones in °C |
| Zone                      | van                       | tot                       |                           |
| ------------------------- | ------------------------- | ------------------------- | ------------------------- |
| 0a                        | < -53,9                   | < -53,9                   |                           |
| 0b                        | -53,9                     | -51,1                     |                           |
| 1a                        | -51,1                     | -48,3                     |                           |
| 1b                        | -48,3                     | -45,6                     |                           |
| 2a                        | -45,6                     | -42,8                     |                           |
| 2b                        | -42,8                     | -40,0                     |                           |
| 3a                        | -40,0                     | -37,2                     |                           |
| 3b                        | -37,2                     | -34,4                     |                           |
| 4a                        | -34,4                     | -31,7                     |                           |
| 4b                        | -31,7                     | -28,9                     |                           |
| 5a                        | -28,9                     | -26,1                     |                           |
| 5b                        | -26,1                     | -23,3                     |                           |
| 6a                        | -23,3                     | -20,6                     |                           |
| 6b                        | -20,6                     | -17,8                     |                           |
| 7a                        | -17,8                     | -15,0                     |                           |
| 7b                        | -15,0                     | -12,2                     |                           |
| 8a                        | -12,2                     | -9,4                      |                           |
| 8b                        | -9,4                      | -6,7                      |                           |
| 9a                        | -6,7                      | -3,9                      |                           |
| 9b                        | -3,9                      | -1,1                      |                           |
| 10a                       | -1,1                      | 1,7                       |                           |
| 10b                       | 1,7                       | 4,4                       |                           |
| 11a                       | 4,4                       | 7,2                       |                           |
| 11b                       | 7,2                       | 10,0                      |                           |
| 12a                       | 10,0                      | 12,8                      |                           |
| 12b                       | > 12,8                    | > 12,8                    |                           |

| RHS Hardheidszones in °C | RHS Hardheidszones in °C | RHS Hardheidszones in °C | RHS Hardheidszones in °C |
| Zone                     | van                      | tot                      |                          |
| ------------------------ | ------------------------ | ------------------------ | ------------------------ |
| H1a                      | > 15                     | > 15                     |                          |
| H1b                      | 10                       | 15                       |                          |
| H1c                      | 5                        | 10                       |                          |
| H2                       | 1                        | 5                        |                          |
| H3                       | -5                       | 1                        |                          |
| H4                       | -10                      | -5                       |                          |
| H5                       | -15                      | -10                      |                          |
| H6                       | -20                      | -15                      |                          |
| H7                       | < -20                    | < -20                    |                          |